# Liste indischer Schachspieler
Die Liste indischer Schachspieler enthält Schachspieler, die für den indischen Schachverband spielberechtigt sind oder waren und mindestens eine der folgenden Bedingungen erfüllen:
- Träger einer der folgenden FIDE-Titel: Großmeister, Ehren-Großmeister, Internationaler Meister, Großmeisterin der Frauen, Ehren-Großmeisterin der Frauen, Internationale Meisterin der Frauen;
- Träger einer der folgenden ICCF-Titel: Großmeister, Verdienter Internationaler Meister, Internationaler Meister, Großmeisterin der Frauen, Internationale Meisterin der Frauen;
- Gewinn einer nationalen Einzelmeisterschaft.

## A
- Hagawane Aakanksha (* 2000), Internationale Meisterin der Frauen
- Manuel Aaron (* 1935), Internationaler Meister, nationaler Meister
- Kelkar Abishek (* 1992), Internationaler Meister
- B. Adhiban (* 1992), Großmeister
- Akash G (* 1996), Großmeister
- Kamparia Akshat (* 1989), Internationaler Meister
- Viswanathan Anand (* 1969), Großmeister
- R. Ankit (* 1994), Großmeister
- N. R. Anil Kumar (* 1957), Verdienter Internationaler Fernschachmeister
- Mhamal Anurag (* 1995), Großmeister
- Upadhyaya Anwesh (* 1992), Internationaler Meister
- Aravindh Chithambaram (* 1999), Großmeister
- Jayaram Ashwin (* 1990), Großmeister

## B
- Tejas Bakre (* 1981), Großmeister
- Dibyendu Barua (* 1966), Großmeister

## C
- M. Chakravarthi Reddy (* 1996), Internationaler Meister
- Hajra Chandreyee (* 1999), Internationale Meisterin der Frauen
- Sakshi Chitlange (* 2000), Internationale Meisterin der Frauen
- Aryan Chopra (* 2001), Großmeister

## D
- Arghyadip Das (* 1985), Internationaler Meister
- Neelotpal Das (* 1982), Großmeister
- Sayantan Das (* 1997), Internationaler Meister
- Dhyani Dave (* 1991), Internationale Meisterin der Frauen
- Viani Antonio Dcunha (* 1995), Internationaler Meister
- Gautam De, nationaler Fernschachmeister
- Das Debashis (* 1993), Großmeister
- Chakkravarthy Deepan (* 1987), Großmeister
- P. B. Dhanish (* 1965), Fernschach-Großmeister

## F
- Ivana Maria Furtado (* 1999), Internationale Meisterin der Frauen

## G
- Shardul Gagare (* 1997), Großmeister
- Surya Shekhar Ganguly (* 1983), Großmeister, nationaler Meister
- Swati Ghate (* 1980), Großmeisterin der Frauen
- A. Koushik Girish (* 1997), Internationaler Meister
- Ghulam Kassim (gestorben 1844), historischer Meisterspieler
- Anupama Gokhale (* 1969), nationale Meisterin
- Mary Ann Gomes (* 1989), Großmeisterin der Frauen
- Diptayan Ghosh (* 1998), Großmeister
- G. Gopal (* 1989), Großmeister
- Sahaj Grover (* 1995), Großmeister
- Santosh Gujrathi Vidit (* 1994), Großmeister
- Abhijeet Gupta (* 1989), Großmeister
- Himal Gusain (* 1993), Internationaler Meister

## H
- D. Harika (* 1991), Großmeister
- P. Harikrishna (* 1986), Großmeister
- Harsha Bharathakoti (* 2000), Internationaler Meister
- Sharma Himanshu (* 1983), Großmeister
- K. Humpy (* 1987), Großmeister

## I
- Darpan Inani (* 1994), nationaler Meister im Blindenschach
- P. Iniyan (* 2002), Internationaler Meister

## J
- Anto Jennitha (* 1987), Internationale Meisterin der Frauen
- Sriram Jha (* 1976), Großmeister

## K
- Kannappan Priyadharshan (* 1993), Großmeister
- Eesha Karavade (* 1987), Großmeisterin der Frauen, Internationaler Meister
- Murali Karthikeyan (* 1999), Großmeister, nationaler Meister
- P. Karthikeyan (* 1990), Internationaler Meister
- Jayshree Khadilkar (* 1962), Internationale Meisterin der Frauen, nationale Meisterin
- Rohini Khadilkar (* 1963), Internationale Meisterin der Frauen, nationale Meisterin
- Vasanti Khadilkar (* 1961), Internationale Meisterin der Frauen, nationale Meisterin
- Akshat Khamparia (* 1989), Internationaler Meister
- Manisha Kiran (* 1989), Großmeisterin der Frauen
- Ponnuswamy Konguvel (* 1973), Internationaler Meister
- Akshayraj Kore (* 1988), Großmeister
- Pavan Kumar, nationaler Fernschachmeister
- N. Krishna Teja (* 1998), Internationaler Meister
- Abhijit Kunte (* 1977), Großmeister

## L
- Sahiti Lakshmi (* 1993), Großmeisterin der Frauen
- Babu M.R. Lalith (* 1993), Großmeister
- R. Laxman (* 1983), Großmeister
- Kammang Lhouvum, nationaler Meister im Fernschach

## M
- M. Mahalakshmi (* 1998), Internationale Meisterin der Frauen
- Kiran Mohanti (* 1989), Großmeisterin der Frauen
- Nisha Mohota (* 1980), Großmeisterin der Frauen, Internationaler Meister
- Prathamesh Mokal (* 1983), Internationaler Meister
- G K Monnisha (* 1998), Internationale Meisterin der Frauen

## N
- Kruttika Nadig (* 1988), Internationale Meisterin der Frauen
- A. G. Nagaradjane (* ?), nationaler Meister im Fernschach
- PV Nandhidhaa (* 1996), Internationale Meisterin der Frauen
- Srinath Narayanan (* 1994), Großmeister
- Parimarjan Negi (* 1993), Großmeister
- S. Nitin (* 1992), Internationaler Meister
- Mohammad Nubairshah Shaikh (* 1998), Internationaler Meister

## P
- Somak Palit (* 1986), Internationaler Meister
- M. Panchanathan (* 1983), Großmeister
- Dharia Parnali (* 1997), Internationale Meisterin der Frauen
- NKrithika Pon (* 1992), Internationale Meisterin der Frauen
- R. Praggnanandhaa (* 2005), Internationaler Meister
- Om Prakash, nationaler Fernschachmeister
- S. Prasad (* 1988), Großmeister
- Bodda Pratyusha (* 1997), Internationale Meisterin der Frauen
- Rucha Pujari (* 1994), Internationale Meisterin der Frauen
- Abhimanyu Puranik (* 2000), Internationaler Meister

## R
- K. S. Raghunandan (* 2001), Internationaler Meister
- Ankit Rajpara (* 1994), Großmeister
- Aarthie Ramaswamy (* 1981), Großmeisterin der Frauen, nationale Meisterin
- R. Ramesh (* 1976), Großmeister
- T. Rathnakaran (* 1981), Internationaler Meister
- Teja S. Ravi (* 1993), Internationaler Meister
- Siddarth Ravichandran (* 1987), Internationaler Meister
- Padmini Rout (* 1994), Großmeisterin der Frauen
- Prantik Roy (* 1995), Internationaler Meister
- Shankar Roy (1976–2012), Internationaler Meister

## S
- Tania Sachdev (* 1986), Internationaler Meister
- Shah Sagar (* 1990), Internationaler Meister
- Chanda Sandipan (* 1983), Großmeister
- Matthew Santhosh (* ?), internationaler Fernschachmeister
- Roy Saptarshi (* 1986), Internationaler Meister
- Ramchandra Sapre (1915–1999), nationaler Meister
- Vishal Sareen (* 1973), Internationaler Meister
- Nihal Sarin (* 2004), Internationaler Meister
- K. Sasikiran (* 1981), Großmeister, Verdienter Internationaler Fernschachmeister
- KVS Sastry, nationaler Fernschachmeister
- S. Satyapragyan (* 1982), Internationaler Meister
- Deep Sengupta (* 1988), Großmeister
- S. P. Sethuraman (* 1993), Großmeister
- Kutwal Shashikant (* 1979), Internationaler Meister
- P. Shyaamnikhil (* 1992), Internationaler Meister
- Sundar Shyam (* 1992), Großmeister
- Mohapatra Sidhant (* 1998), Internationaler Meister
- Mahadevan Siva (* 2001), Internationaler Meister
- Sunil Somani, nationaler Fernschachmeister
- Seshadri Srija (* 1997), Internationale Meisterin der Frauen
- Jha Sriram (* 1976), Großmeister
- G. A. Stany (* 1993), Internationaler Meister
- M Subbaraman (* 1981), Großmeisterin der Frauen
- Mir Sultan Khan (1905–1966), historischer Meisterspieler
- Kidambi Sundararajan (* 1982), Großmeister
- N. Sunilduth (* 1998), Großmeister
- Soumya Swaminathan (* 1959), Großmeisterin der Frauen
- S. D. Swapnil (* 1990), Großmeister
- Mishra Swayams (* 1992), Internationaler Meister

## T
- Sagar Tejaswini (* 2000), Internationale Meisterin der Frauen
- M. S. Thejkumar (* 1981), Internationaler Meister
- Bhagyashree Thipsay (* 1961), Internationale Meisterin der Frauen, nationale Meisterin
- Praveen Thipsay (* 1959), Großmeister

## V
- Suri Vaibhav (* 1997), Großmeister
- R. Vaishali (* 2001), Großmeisterin der Frauen, Internationaler Meister
- M. R. Venkatesh (* 1985), Großmeister
- N. R. Vignesh (* 1998), Internationaler Meister
- S. Vijayalakshmi (* 1979), Großmeisterin der Frauen, nationale Meisterin
- N.R. Visakh (* 1999), Internationaler Meister
- Karthik Venkataraman (* 1999), Großmeister

## W
- Khan Wazeer Ahmad (* 1947), Internationaler Meister